# Communauté linguistique
Une communauté linguistique est un groupe de personnes qui utilisent le même outil linguistique pour communiquer. Cet outil linguistique est une langue ou un dialecte partagé.
Puisque ce concept est principalement associé à la sociolinguistique et l'anthropologie linguistique, sa définition est débattue dans la littérature. Les définitions d'une communauté linguistique ont tendance à accorder des différents niveaux d'importance par rapport aux points suivants :
- Appartenance à la communauté partagée ;
- Communication linguistique partagée.

Toutes les communautés linguistiques ont la particularité d'être hétérogènes. Il y a de plus petits groupes au sein d'une communauté linguistique qui diffèrent spatialement et / ou ont des comportements socioculturels variés. Ces différences conduisent à une variation dans la prononciation des sons et des mots et du vocabulaire. Alors, un exemple d'une communauté linguistique peut être une petite ville. Cependant, des sociolinguistiques tels que William Labov affirment qu'une grande région métropolitaine, comme la ville de New York, peut également être considérée comme une seule communauté linguistique.
Les premières définitions de ce concept ont identifié les communautés linguistiques en n'étant que des groupes de personnes habitant ensemble dans un endroit spécifique. Cette proximité aurait permis le partage des normes linguistiques entre les membres de la communauté. Également, il a été supposé qu'au sein d'une communauté linguistique, il doit exister un ensemble homogène de normes. Ces hypothèses ont été contestées par des études plus récentes prouvant que des individus participent généralement en plusieurs communautés linguistiques simultanément et en différents moments de leurs vies. Ainsi, chaque communauté linguistique a des normes différentes partagées partiellement par les membres de la communauté. De plus, les communautés peuvent être décentralisées (sans frontières) et constituées de sub-communautés ayant des normes linguistiques différentes. Alors, en reconnaissant que des locuteurs utilisent une langue pour créer et manipuler des identités sociales, l'idée d'une communauté linguistique centralisée ayant des normes homogènes a été abandonnée pour faire de l'espace pour des communautés de pratique.
Une communauté linguistique partage des règles spécifiques pour l'utilisation du langage au travers de l'interaction sociale. Ainsi, des communautés linguistiques peuvent émerger entre tous les groupes qui interagissent fréquemment et partagent certain règles et idéologies. De tels groupes peuvent être des villes, des pays, des communautés politiques ou professionnelles, des communautés qui partagent des intérêts ou passe-temps, ou des groupes d'amis. Les communautés linguistiques peuvent partager à la fois un vocabulaire spécifique, des conventions grammaticales, des styles de parole et des règles de quand et comment parler de façon particulière.
Les communautés d'intérêt peuvent être des groupes d'humains qui appartiennent toujours à une communauté linguistique. Par exemple, les Québécois et les Français s'associent à une communauté linguistique, mais il y a beaucoup de différences entre les deux groupes.

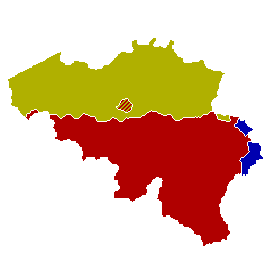
Les trois communautés linguistiques de Belgique : Communauté flamande (jaune), Communauté française (rouge), Communauté germanophone (bleu) et Région de Bruxelles-Capitale (langues française et flamande sont parlées).

Il y a des pays avec plus d'une communauté linguistique. Par exemple, en Belgique il y en a trois :
1. La communauté flamande comprend environ 58 % de la population belge, vivant généralement dans la région flamande.
2. La communauté française est composée d'environ 41 % de la population totale, localisée principalement en Région wallonne et dans la Région de Bruxelles-Capitale.
3. La communauté germanophone représente moins de 1 %, répartie dans les neuf communes proches de la frontière allemande.

## Histoire des définitions
Hockett (1958) a suggéré qu'une communauté linguistique parlerait une langue, construite à partir de « l'unicité linguistique ».
Grumperz (1968) a proposé une communauté linguistique représentée par les interactions au sein d'un groupe.
Labov (1976) a proposé qu'il y ait un accord par les locuteurs pour les applications d'éléments dans une langue, caractérisant la communauté linguistique.
Chevillet (1991) a suggéré que l'unité spatiale, temporelle et culturelle définisse une communauté linguistique.

## Critique
Probablement à cause de leur pouvoir explicable considérable, la compréhension de la communauté linguistique de Labov et Chomsky a eu une influence notable en linguistique. Au fur et à mesure, plusieurs problèmes avec leurs modèles sont devenus évidents. 
D’abord, c’est devenu évident qu’une hypothèse d’homogénéité inhérente dans les modèles de Chomsky et Labov étaient faibles. La communauté linguistique afro-américaine que Labov a étudiée et définie sous les mêmes critères de AAVE, était considérée comme une illusion dès que les différences d’opinions sur le statut de AAVE parmi divers groupes linguistiques ont attiré plus d’attention du public,. 
Deuxièmement, le concept d’une communauté linguistique était réservé aux communautés à grande échelle. En élargissant le concept, la définition de Gumperz ne s’appliquait plus.
Troisièmement, les modèles de Chomsky et Labov mettaient en évidence que les variations intra-personnelles sont communes.  En plus, ça raffine que le choix de variante linguistique est souvent un choix spécifique à un contexte linguistique particulier.
La présence de ces critiques sur le concept d’une « communauté linguistique » est née à cause des différentes contradictions ci-dessus. Certains spécialistes ont recommandé qu’on abandonne le concept au complet et le remplace en le concevant étant le « produit de l’engagement en activités de communication par un groupe spécifique de personnes.» D'autres reconnaissent le statut ad hoc de la communauté étant « un type de groupe social dont les caractéristiques linguistiques sont pertinentes et peuvent être décrites de manière cohérente.

## Théorie de la pratique
La théorie de la pratique, qui a été développé par les philosophes des études sociales Pierre Bourdieu, Anthony Giddens et Michel de Certeau, et la notion des communautés de pratique, qui a été développé par Jean Lave et Étienne Wenger, a été appliquée à l’étude de la communauté linguistique par les linguistes William Hanks ,,, et Penelope Eckert,,,.  
Linguiste Eckert a pris une approche à une variation de la sociolinguistique qui n’incluait pas une variable sociale (p. ex classe sociale, genre, région). Au lieu, elle a créé un modèle qui pouvait localiser des variables qui démontraient un problème notable au groupe d’individus. Pour elle, la caractéristique la plus importante pour définir la communauté persiste à travers le temps pour un compréhension cohésive.
Le concept de la communauté linguistique de William Hanks est différent de celui de Penelope Eckert et Gumperz car il étudie les étapes de ce que veut dire la linguistique par le partage des pratiques de production. Il étudie comment les pratiques linguistiques sont liées à diverses productions à travers les pratiques partagées.